# Chiajna havasalföldi fejedelemasszony
Chiajna havasalföldi fejedelemasszony (1525–1588) V. (Pásztor) Mircea fejedelem felesége volt. Férje 1559-ben bekövetkezett halála után régensként uralkodott Havasalföldön.

## Élete
Petru Rareș moldvai fejedelem és első felesége, Maria házasságából született, apja lengyelországi száműzetése idején. Apja második felesége, Elena jó nevelést biztosított számára. 1545-ben házasodott össze V. (Pásztor) Mirceával. Házasságukból három fiú (I. (Ifjabb) Péter, Mircea, Radu) és négy lány (Anca, Alexandra, Marina, Dobra) született.
Miután 1552. november 16-án Mircea vereséget szenvedett a VIII. Radutól, Chiajna, Mircea és gyermekeik menekülni kényszerültek, és Gyurgyevóban telepedtek le. Mircea a következő évben visszaszerezte a trónt.
Férje 1559-ben bekövetkezett halála után Chiajna elsőszülött fiát, az alig tíz éves Pétert tette meg uralkodónak. A férje uralma idején fellázadt bojárok, akik a Kárpátoktól északra húzódtak meg, Bukarest felé indultak, hogy lecseréljék az éretlen uralkodót. Chiajna ezt nem nézte tétlenül, hanem maga állt a hadsereg élére; ő az egyetlen női hadvezér a román történelemben. Ugyan legyőzték Românesti-nél, de visszavágott a serpanesti-i csatában. Végül arra kényszerült, hogy családjával együtt Isztambulban keressen menedéket. Itt pénzzel és a szultán ágyasainak  közbenjárásával sikerült elérnie, hogy a szultán megerősítette Pétert uralkodói címében, így visszatérhettek Bukarestbe. A kamasz Péter helyett mindvégig anyja, Chiajna uralkodott. Energikus, intelligens, tehetséges politikus volt, aki elszántan védelmezte fia trónját.
Fontos volt számára gyermekeinek megfelelő kiházasítása. Elsőnek Péter fiának keresett feleséget, és Cserepovics Miklós erdélyi fejedelmi tanácsos lányát szemelte ki számára. A házasságot 1563-ban kötötték meg, de mivel a fiatalasszony öt hónappal az esküvő után (ahol a vőlegény nem volt jelen, csak megbízottja) egészséges gyermeknek adott életet, Chiajna hozományostól hazaküldte szüleihez. Lányai közül Ancát egy fiatal bojárhoz, Neagoie bánhoz adta, Ruxandrát pedig Gheorghe Hrisoverghi kamaráshoz. Dobrát Despot Vodă moldvai fejedelemnek szánta, meg is állapodtak, az esküvő dátumát is kitűzték, amikor Chiajna hírét vette, hogy a kiszemelt vő saját fogadott testvérét akarja a havasalföldi trónra ültetni, ezért Dobra (egyelőre) hajadon maradt. Marinát a konstantinápolyi pátriárka javaslatára Ion Cantacuzinónak szánta, de amikor a lány meglátta öreg és csúf férjjelöltjét, nem akart hozzámenni. Chiajna nem akarta szégyenbe hozni családját az esküvő lemondásával, ezért meggyőzte lányát, hogy vállalja a házasság megkötését, egyúttal megígérte neki, hogy a házasság elhálására nem kerül sor. Amikor az esküvő után az újdonsült házaspár elindult Isztambul felé, Chiajna elraboltatta lányát és visszavitette Bukarestbe.
1568 tavaszáig Chiajna fia nevében uralkodott Havasalföldön. Ekkor a szégyenért megfizetni akaró Cantacuzino-család mesterkedéseinek hatására a szultán letette a trónról Pétert. Chiajna Péterrel, a hajadon Dobrával és a kiskorú Mirceával és Raduval száműzetésbe kényszerült. Dobra utóbb a szultán fia és örököse, a későbbi III. Murád oszmán szultán háremébe került. Chiajna Aleppóban telepedett le, ahol apróságokkal kereskedett 1588-ban bekövetkezett haláláig. Sírjának helye ismeretlen.

## Emlékezete
Képe fennmaradt a bukaresti Curtea Veche-templomban, amelyet V. Mircea alapított második uralkodása idején.
Alakja megjelenik Alexandru Odobescu Doamna Chiajna című novellájában (1860), Nicolae G. Rădulescu-Niger és Nicolae Ţincu azonos című történelmi drámájában (1891), valamint Nicolae Buichu operájában (1973).  A Malvina Urșianu által rendezett Întoarcerea lui Vodă Lăpușneanu című filmben (1980)  Melania Ursu alakította szerepét.
Az Ilfov megyei Chiajna községben 2004 óta szaklíceum viseli nevét. (Magát a községet nem a fejedelemasszonyról, hanem Cernica-Știrbeiu vornic feleségéről nevezték el.)
A 2021-ben kiadott A román fejedelmek asszonyai bélyegsorozatban a 2,20 lejes címlet Chiajna asszonyt ábrázolja. 2024-ben jelent meg Simona Antonescu Chiajna din Casa Muşatinilor című regénye.

## Fordítás
- Ez a szócikk részben vagy egészben  a   Doamna Chiajna című angol Wikipédia-szócikk ezen változatának fordításán alapul.  Az eredeti cikk szerkesztőit annak laptörténete sorolja fel. Ez a jelzés csupán a megfogalmazás eredetét és a szerzői jogokat jelzi, nem szolgál a cikkben szereplő információk forrásmegjelöléseként.